# Caturiges
Els caturiges (llatí Caturiges) foren un poble gal esmentat per Cèsar el 58 aC. Diu que en passar els Alps Cottis es va trobar amb els ceutrons, graiòcels i caturiges. La ciutat principal d'aquests era Caturigis entre Ambrun i Gap, avui Chorges. Queden algunes runes de l'antiga ciutat, inclòs un temple de Diana, avui església, i algunes columnes.
També Plini el Vell en parla quan transcriu les inscripcions del Trofeu dels Alps, i els fa vivint entre els ucens i els brigians. Es creu que van entrar a Itàlia vers el segle vi aC i dominaven la vall del Durance.